# Amtshaus Falkenburg
Das Amtshaus Falkenburg in Ganderkesee-Falkenburg, Hauptstraße 30, wurde 1824 gebaut.
Das Haus im Dorfpark Falkenburg wird heute als Gästehaus sowie Seminar- und Veranstaltungsort genutzt.
Das Gebäude steht unter Denkmalschutz (siehe auch Liste der Baudenkmale in Ganderkesee).

## Geschichte
Das eingeschossige neunachsige verputzte klassizistische Gebäude mit Krüppelwalmdach, einem zweigeschossigen dreiachsigen Mittelrisalit mit mittigem rundbogigen Eingang, dreieckigem Zwerchgiebel und geschossteilendem Gesims sowie im Erdgeschoss mit horizontalen Fugen und profilierter Rahmung wurde 1824 unter Amtmann Gerhard Bülling nach einer Verwaltungsreform gebaut. Die Oldenburgische Schnellpost von Oldenburg nach Bremen hielt ab 1828 hier täglich.
1857 wurde das Amtshaus geschlossen. Der Dorfpark und seine Gebäude mit dem Amtshauses wurden nun mehrfach verkauft und unterschiedlich genutzt. Eine Zeit lang war hier eine Korkenfabrik.
Der Verein für Gesundheitspflege kaufte 1904 den Dorfpark und alle Gebäude und nutzte ihn als Erholungshaus mit einem freien Luftbad im Freien mit einer FKK-Nutzung.
 
1958 übernahm das Lutherstift das Dorfparkgelände. Es war bis 2012 ein Ausbildungsort der Diakonie.
Sanierungen erfolgten 1935/36 und 1954. Nach weiteren Umbauten folgte eine Nutzung als Seminar- und Veranstaltungsort durch die Dorfpark Falkenburg GmbH. Auf dem Gelände befinden sich für diese Zwecke weitere Häuser wie das denkmalgeschützte ehemalige Wirtschaftsgebäude, das weitere neuere Gästehaus, das Flett-Haus, die Bibelscheune in Fachwerk, eine Scheune in Fachwerk und die Remise in Fachwerk.
Das Niedersächsische Landesamt für Denkmalpflege befand: „… geschichtliche Bedeutung aufgrund seines Zeugnis- und Schauwertes – als beispielhaftes klassizistisches Amtshaus …“